# Fareham
Die Marktstadt Fareham liegt im Süden von Hampshire in England, zwischen den Städten Southampton und Portsmouth.

## Partnerstädte
- Pulheim, Deutschland
- Vannes, Frankreich

## Trivia
In Fareham liegt ein unter dem Schiffsnamen HMS Collingwood geführtes, aber an Land befindliches 80 Hektar großes Ausbildungsgelände der Royal Navy.

## Söhne und Töchter
- John Goss (1800–1880), englischer Organist und Komponist
- William Randal Cremer (1828–1908), britischer Politiker und Gründer der Interparlamentarischen Union
- John Maples, Baron Maples (1943–2012), britischer Rechtsanwalt und Politiker (Conservative Party)
- Mervyn Stegers (* 1951), niederländischer Politiker (CDA)
- Susan Black (* 1962), britische Informatikerin und Sozialunternehmerin
- Malcolm Gladwell (* 1963), kanadischer Journalist, Autor und Unternehmensberater
- Kevin Paul Pressman (* 1967), Fußballtorwart
- Mandana Mauss (* 1971), deutsche Rechtsanwältin und Schauspielerin in Gerichtsshows